# 단 한 마디
《단 한 마디》는 배우 조안이 지어 2010년 10월 15일 세종미디어에서 발간한 창작 소설집이다. 모두 열여섯 편의 작품이 수록되어 있다. 표지 일러스트와 내부 삽화의 일부도 전문 일러스트 작가의 도움을 받아 조안이 직접 그렸다.

## 목차
- 심장을 달고 다니는 소년
- 심장을 잃어버린 소년
- 열쇠로 가득 찬 심장
- 세 개의 혀
- 생명을 주는 알약
- 꿈의 숫자
- 단 한 마디
- 손바닥에 돋아난 날개
- 눈물주머니
- 심장과 눈물
- 하얀 눈물
- 개똥벌레
- 바다에서 태어난 아이
- 빨간 모자
- 그림자 소년
- 그림자를 사랑한 소년

## 같이 보기
- 조안